# 프리깃

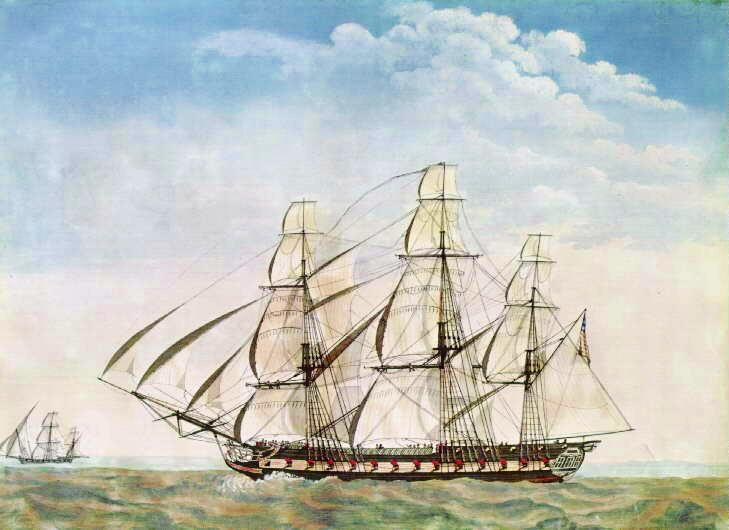
항해 중인 프리깃 USS 에식스 (1799년)

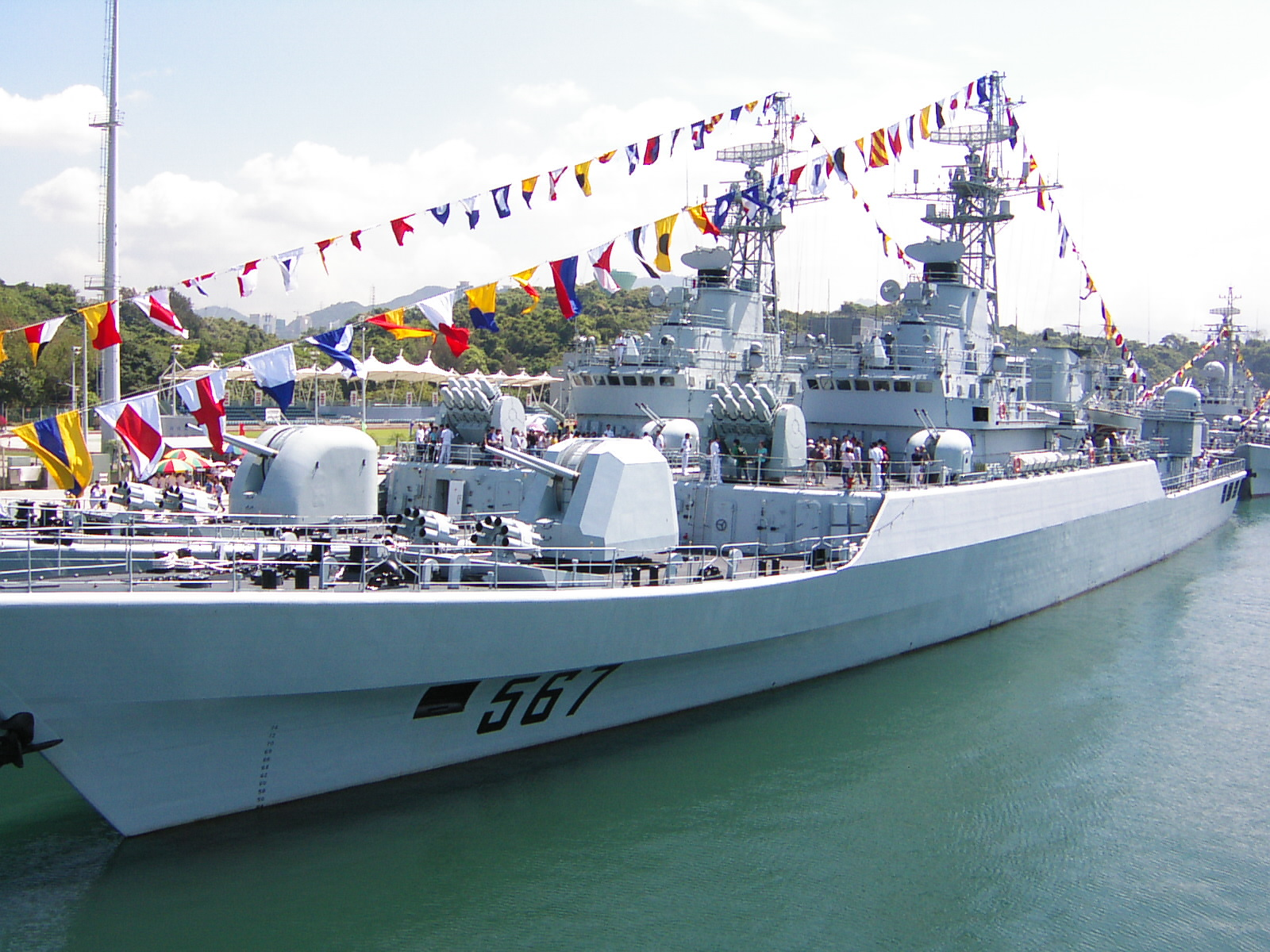
중국 프리깃

프리깃(frigate)은 전함의 종류 중 하나다. 다양한 시기 동안 여러 종류의 배들이 "프리깃"으로 분류되어 왔기에, 프리깃의 역할과 기능은 시대별로 달랐다.
17세기부터 18세기까지 호위, 순찰, 정찰 목적으로 사용될 속도와 기동성을 고려한 모든 전장범선이 프리깃으로 불렸다. 이 시기 프리깃은 디자인에 따라 다양한 함선에 적용되었다. 18세기 중반부터 프랑스에서 "진짜 프리깃"이 개발되었다. 이 유형의 선박은 무장 갑판 하나만 가지고 있고, 그 아래에 비무장 갑판이 선원들의 침대 시설 용도로 사용되었다.
19세기 후반부터 무장 프리깃이 강력한 철갑함으로 개발되기 시작했는데, 이들이 프리깃으로 불린 이유는 포열갑판이 한 개 밖에 없었기 때문이다. 이후 철갑함 개발이 진행되면서 프리깃이라는 명칭은 더 이상 사용되지 않게 되었고, 이 용어는 더 이상 사람들이 선호하지 않게 되었다.
제2차 세계 대전 당시 "프리깃"이라는 용어가 재도입되어, 코르벳과 구축함 사이의 중간 크기의 항해용 호위함선에 대해 설명하기 위해 사용되었다. 제2차 세계 대전 이후, 다양한 종류의 선박들이 프리깃함으로 분류되었는데, 사용에 있어 일관성이 거의 없었다. 일부 국가 해군들은 프리깃함을 주로 대양 대잠수함전용 함선으로 간주하고 있고, 다른 국가 해군들은 코르벳, 구축함, 심지어 핵추진 유도 순양함으로 인식될 수 있는 선박을 설명하기 위해 이 용어를 사용했다. 일부 유럽 해군은 구축함과 프리깃함 모두에 "프리깃"이라는 용어를 사용한다.

## 대항해시대

### 중프리깃

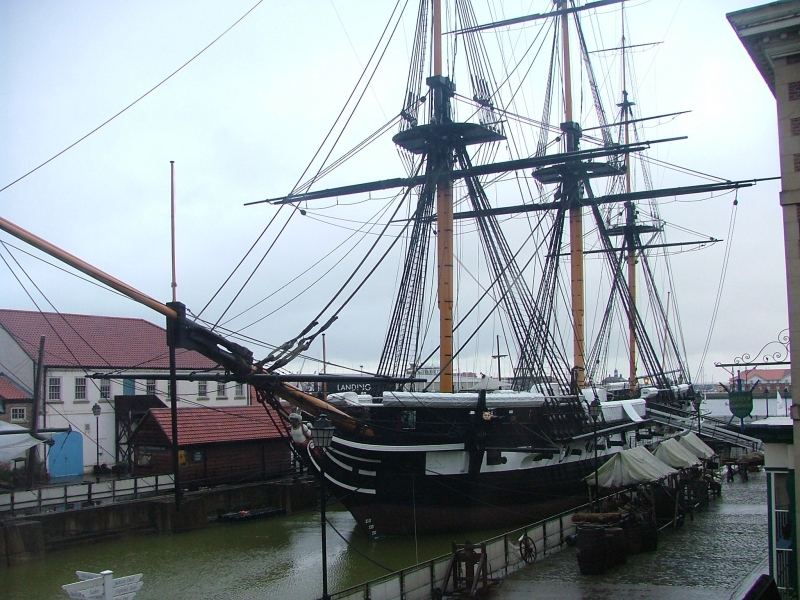
18파운드 포 38문을 장착한 복원된 영국제 중프리깃 (1817)

1778년, 영국 해군은 18파운드 포 26개 또는 28개의 포대를 갖춘 더 큰 "중"프리깃을 도입했다. 이 움직임은 당시 영국 해군의 상황을 반영한 것일 수 있는데, 당시 적이었던 프랑스와 스페인 모두 선박 수에 있어서 영국이 일반적으로 우세하다는 것은 더 이상 사실이 아니었고, 이로 인해 영국 해군에게 개별적으로 더 큰 규모의 순양함을 생산하라는 압박이 있었다. 이에 대응하여, 최초의 프랑스 18파운더 포 프리깃은 1781년에 건조되었다.

### 초중프리깃

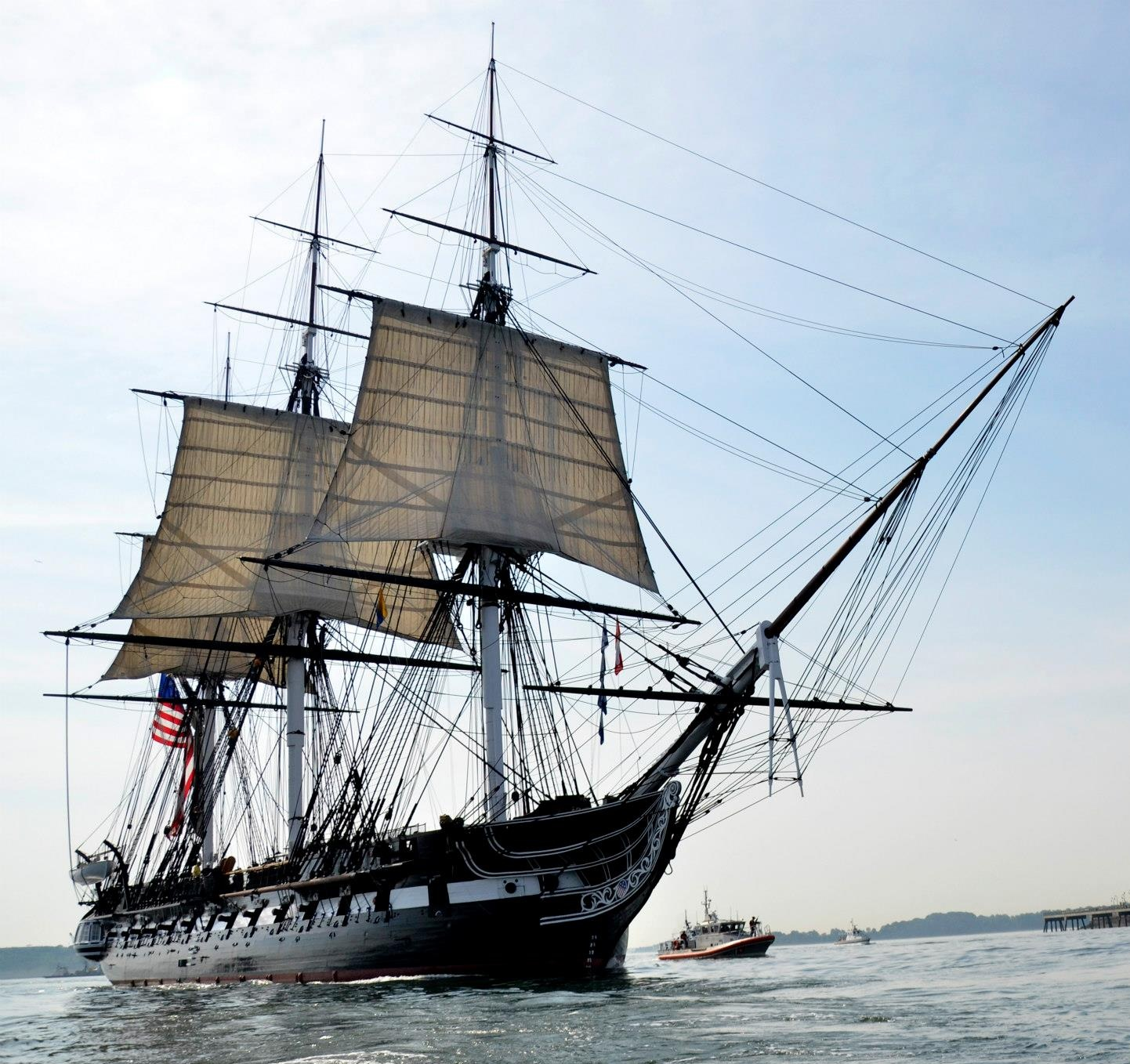
.

최초의 '초중프리깃'은 1782년 해군 건축가 프레데리크 헨리크 아프 채프만이 스웨덴 해군을 위해 건조했다. 전열함이 부족했기 때문에 스웨덴은 벨로나급 프리깃이 비상시에 전열에 서기를 원했다. 1790년대에 프랑스는 포르테와 이집티엔 같은 24파운드 포를 탑재힌 작은 프리깃들을 만들었다. 그들은 또한 초중형 프리깃을 생산하기 위해 선체 높이를 증가시켜 하나의 연속된 포갑판만 제공하도록 다수의 구형 선박을 절단했고, 이 선박들은 라지함으로 불리게 된다. 프랑스군이 매우 강력한 순양함을 생산하기 위해 노력했는지 아니면 단순히 오래된 선박의 안정성 문제를 해결하기 위해 노력했는지는 알려지지 않았다. 이 강력한 초중프리깃의 가능성에 놀란 영국 해군은 프리깃으로서 매우 성공적인 경력을 가진 인디파티블을 포함한 소형 포 64문을 탑재한 전열함 3척을 절단하는 것으로 대응했다. 이 시기에 영국군은 24파운드 포를 탑재한 대형 프리깃 몇 척을 건조했는데, 그 중 가장 성공적인 것은 HMS 엔디미온이었다.
1797년, 미국 해군의 첫 6척의 주요 함정 중 3척이 44포 프리깃으로 배정되었다. 작전상 56발에서 60발의 24파운드 장포와 32파운드 또는 42파운드 캐러네이드를 2개의 갑판에 실었다. 이 배들은 약 1,500톤에 달하는 매우 크고, 무장이 잘 되어 있어서 종종 전열함들과 동등하다고 여겨졌다. 1812년 전쟁의 발발로 일련의 손실을 입은 후, 영국 해군은 영국 프리깃(보통 38문 이하의 함포)에게 2:1 이하의 우위에서는 절대 대형 미국 프리깃과 교전하지 말라고 명령했다. 미국 해군이 박물관 배로 보존한 USS 컨스티튜션은 세계에서 가장 오래된 취역 군함이며, 대항해시대 프리깃이 생존한 사례이다. USS 컨스티튜션과 그녀의 자매함인 프레지던트와 USS 유나이티드 스테이츠는 바르바리 해안의 해적들을 다루기 위해 1794년 해군법과 함께 만들어졌다. 조슈아 험프리스는 오직 미국에서만 자라는 나무인 생 오크나무만으로 이 배들을 만들어야 한다고 제안했다.
영국은 단일함대 전투에서의 거듭된 패배로 자존심이 상했고, 미국 44포 프리깃의 성공에 세 가지 방법으로 대응했다. 그들은 엔디미온함 계열의 40포, 24파운드짜리 재래식 프리깃을 건조했다. 그들은 낡은 74포의 함선 3척을 라지함으로 절삭했고, 32파운드의 주력 무장을 갖춘 프리깃에 42파운드의 캐러네이드를 보충했다. 이 함대는 미국 함선의 전력을 훨씬 능가하는 무장을 하고 있었다. 그리고 1,500톤의 원재 갑판을 갖춘 HMS 린더와 HMS 뉴캐슬이 건조되었는데, 크기와 화력 면에서 미국의 44포 프리깃과 거의 정확히 일치했다.

### 역할

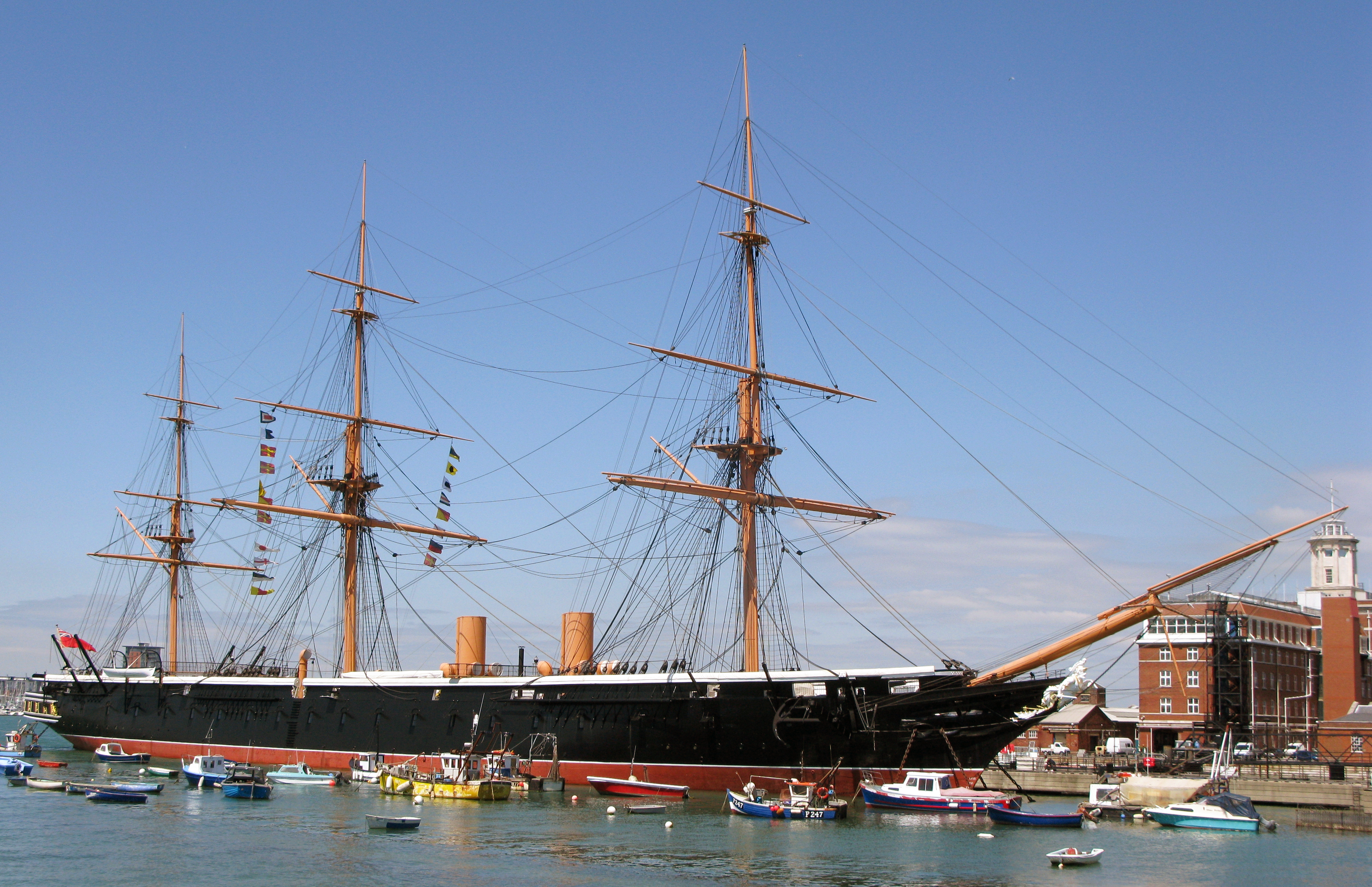
는 최초의 철갑 증기프리깃이었다. 선체는 석유 터미널 부두로 살아남아 20세기 후반에 원래의 모습으로 복원되었다.

프리깃들은 함대를 정찰하고, 상업 급습 임무와 순찰에 나섰으며, 전갈과 고위 인사들을 전달했다. 보통 프리깃은 다른 프리깃과 적은 수 또는 단독으로 싸우곤 했고, 전열함과의 교전을 피했다. 함대 교전이 한창일 때도 전열함이 먼저 발포하지 않은 적 프리깃을 향해 발포하는 것은 나쁜 예절이었다. 프리깃들은 "반복 프리깃"으로서 함대 전투에 참여했다. 전투의 연기와 혼란 속에서, 교전이 한창일 수 있는 기함에서의 함대사령관의 신호는 함대의 다른 함정들이 놓칠 수도 있었다. 따라서 프리깃은 주요 전선에서 바람이 불어오는 쪽이나 가려지는 쪽에 배치되었고, 지휘관의 기함까지 시야를 확보해야 했다. 기함으로부터의 신호는 프리깃들에 의해 반복되었고, 프리깃들은 전열을 벗어나 연기와 무질서한 전투로부터 멀어져서 함대의 다른 배들에게 더 쉽게 보일 수 있었다. 만약 돛대가 파손되거나 유실되어 기함에서 명확한 재래식 신호를 보내는 것을 방해한다면, 반복 프리깃은 지휘관의 지시를 명확하게 전달하면서 그것들을 해석하고 올바른 방식으로 자신의 돛대를 들어올릴 수 있었다.

## 참고 문헌
- Bauer, K. Jack; Roberts, Stephen S. (1991). 《Register of Ships of the U.S. Navy, 1775–1990: Major Combatants》. Westport, Connecticut: Greenwood Press. ISBN 978-0-313-26202-9.
- Bennett, G. (2001)The Battle of Trafalgar, Barnsley (2004). ISBN 1-84415-107-7.
- Constam, Angus & Bryan, Tony, British Napoleonic Ship-Of-The-Line, Osprey Publishing, 184176308X
- Gardiner, Robert (2000). 《Frigates of the Napoleonic Wars》. London: Chatham Publishing.
- Gardiner, Robert, 편집. (1980). 《Conway's All the World's Fighting Ships, 1922–1946》. New York: Mayflower Books. ISBN 0-8317-0303-2.
- Gardiner, Robert; Chumbley, Stephen, 편집. (1995). 《Conway's All the World's Fighting Ships 1947–1995》. London: Conway Maritime Press. ISBN 978-1-55750-132-5.
- Gardiner, Robert; Lambert, Andrew, 편집. (2001). 《Steam, Steel and Shellfire: The Steam Warship, 1815–1905》. Conway's History of the Ship. Book Sales.
- Gardiner, Robert; Lavery, Brian, 편집. (1992). 《The Line of Battle: The Sailing Warship 1650–1840》. London: Conway Maritime Press.
- Gresham, John D. (February 2002). “The swift and sure steeds of the fighting sail fleet were its dashing frigates”. 《Military Heritage》. 3권 4호. 12–17, 87쪽.
- Lambert, Andrew (1984) Battleships in Transition, the Creation of the Steam Battlefleet 1815–1860, published Conway Maritime Press, ISBN 0-85177-315-X.
- Lavery, Brian (1989). 《Nelson's Navy: The Ships, Men and Organisation 1793–1815》. Annapolis, MD: Naval Institute Press. ISBN 978-1-59114-611-7.
- Lavery, Brian. (1983) The Ship of the Line, Volume 1: The Development of the Battlefleet, 1650–1850. Annapolis, Md.: Naval Institute Press, ISBN 0-87021-631-7.
- Lavery, Brian. (1984) The Ship of the Line, Volume 2: Design, Construction and Fittings. Annapolis, Md.: Naval Institute Press, ISBN 0-87021-953-7.
- Lavery, B. (2004) Ship, Dorling Kindersly, Ltd . ISBN 1-4053-1154-1.
- Mahan, A.T. (2007) The Influence of Sea Power Upon History 1660–1783, Cosimo, Inc.
- Marriott, Leo. Royal Navy Frigates 1945–1983, Ian Allan, 1983, ISBN 0-7110-1322-5.
- Macfarquhar, Colin & Gleig, George (eds.), ((1797)) Encyclopædia Britannica: Or, A Dictionary of Arts, Sciences, and Miscellaneous Literature, London, Volume 17, Third Edition.
- Rodger, N.A.M. (2004). 《The Command of the Ocean, a Naval History of Britain 1649–1815》. London. ISBN 0-7139-9411-8.
- Sondhaus, L. Naval Warfare, 1815–1914.
- Winfield, Rif. (1997) The 50-Gun Ship. London: Caxton Editions, ISBN 1-84067-365-6, ISBN 1-86176-025-6.